# فرد جاي راسيل
فرد جاي راسيل (بالإنجليزية: Fred J. Russell)‏ هو دبلوماسي أمريكي، ولد في 1916، وتوفي في 9 يناير 2007.